# Booreiland

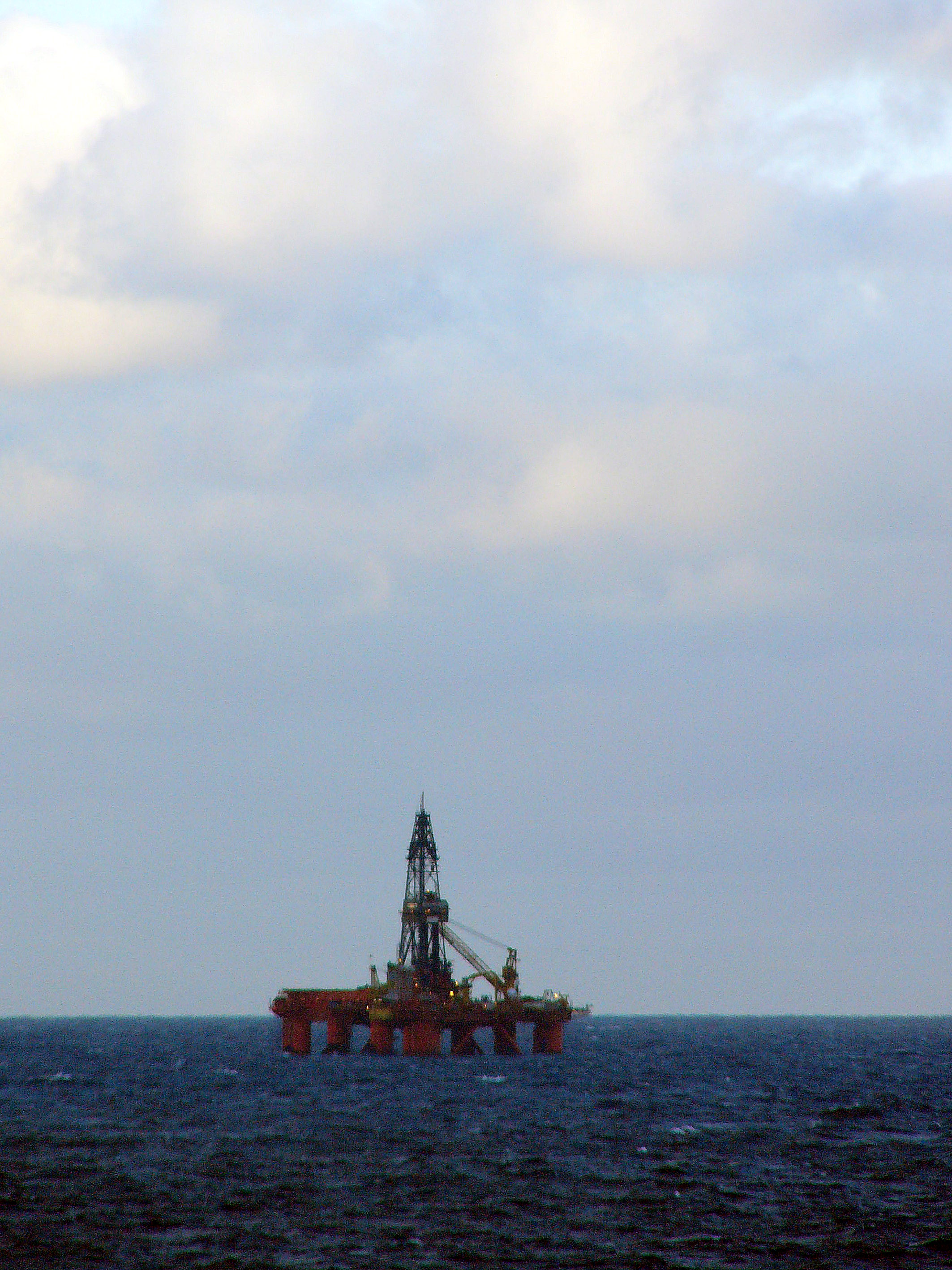
Een semi submersible booreiland in de Noordzee.

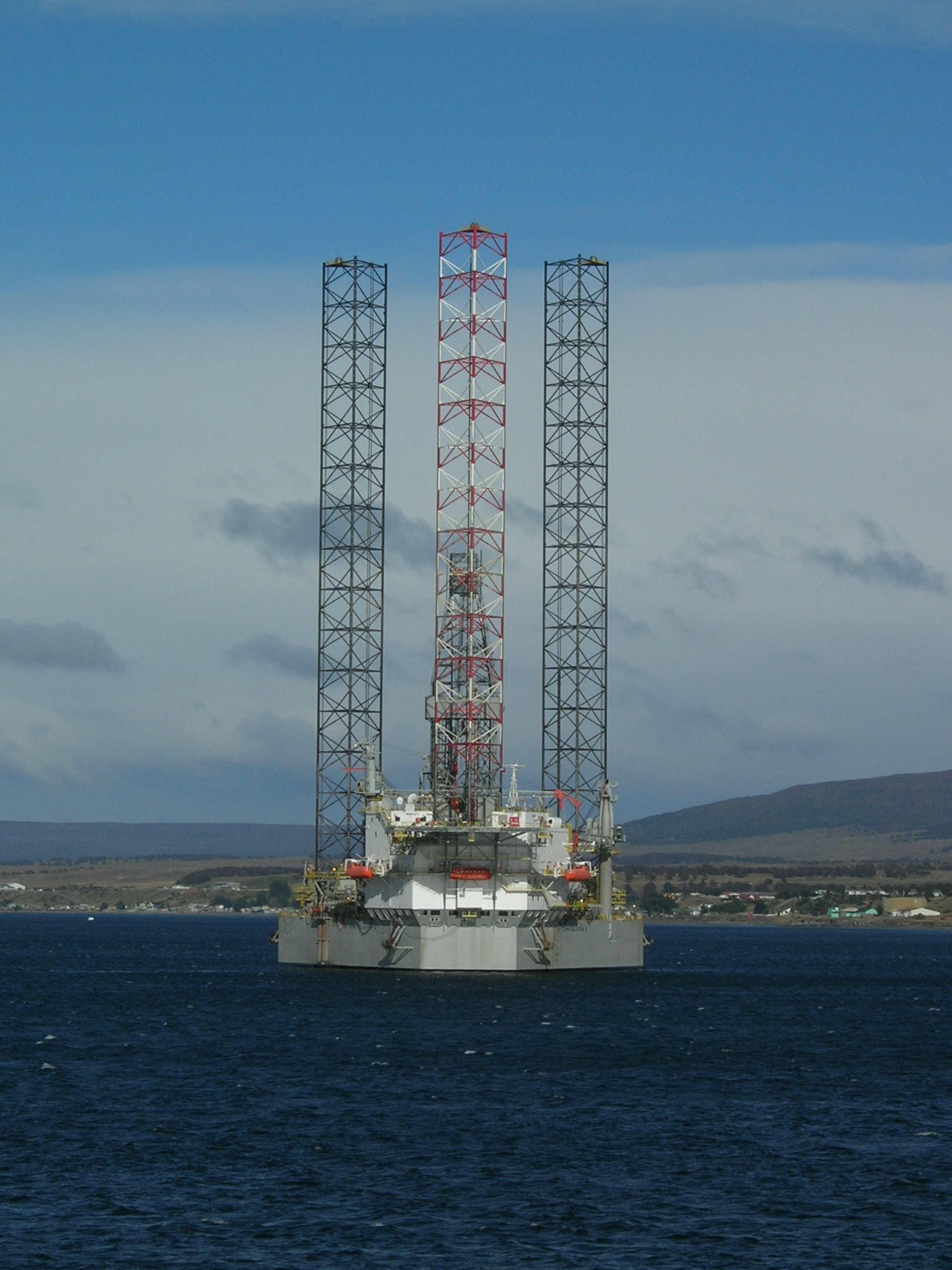
Self Elevating Platform Constellation.

Een booreiland of boorplatform is een platform waarop een voorziening is aangebracht waarmee in relatief ondiep water geboord kan worden naar aardolie en/of aardgas. Andere constructies die in zee staan worden in de volksmond vaak abusievelijk 'booreilanden' genoemd, maar dit zijn vaak productieplatforms.
Een booreiland zelf is voorzien van een boortoren op een ponton. Het booreiland kan drijvend zijn (meestal een semi-submersible) of kan voorzien zijn van poten die op de zeebodem neergelaten kunnen worden, en waarmee de hele constructie enige tientallen meters omhoog getild kan worden. In zo'n geval wordt het een hefeiland genoemd (in het Engels worden de woorden Self Elevating Platform gebruikt voor alle hefeilanden en Jack Up indien de beweging door middel van cilinders plaatsvindt). Voor boren in dieper water worden boorschepen of half-afzinkbare platforms gebruikt die ofwel met ankers ofwel door middel van dynamic positioning op hun plek gehouden worden.
Vanuit een booreiland worden exploratieboringen gedaan naar aardolie of aardgas. Als er winbare hoeveelheden olie of gas gevonden worden maakt het booreiland plaats voor het productieplatform. Als de winbare hoeveelheden niet al te groot zijn kan men ook besluiten een boei of een speciaal schip (FPSO) te gebruiken voor de winning van olie.
Als tijdens de levensduur van een productieput nog iets 'beneden' moet gebeuren kan een (hef)booreiland vlak naast het productieplatform geplaatst worden. Omdat de boortoren zelf op een uitschuifbaar platform (Cantilever) staat, kan deze over het productieplatform heen schuiven en kan toch de put bereikt worden.